# Gintaras Klimavičius
Gintaras Klimavičius (* 26. Januar 1958) ist ein litauischer Politiker. Von 2013 bis 2016 war er  Vizeminister für Sozialschutz und Arbeit.

## Leben
Nach dem Abitur von 1965 bis 1976 an der Jonas-Jablonskis-Mittelschule Kaunas absolvierte Gintaras Klimavičius 1982 das Diplomstudium des Bauingenieurwesens am Kauno politechnikos institutas und von 1986 bis 1992 das Diplomstudium der Organisationspsychologie an der Vilniaus universitetas. Von 1991 bis 1992 arbeitete er als Ingenieur am Institut für Projektierung der Wasserwirtschaft. Von 1992 bis 2010 war er Direktor der Stelle Kaunas am Dienst für Bildung des litauischen Arbeitsmarkts am Sozialministerium Litauens. Von 2010 bis 2013 leitete er das Zentrum der psychologischen Dienstleistungen. Vom 18. Dezember 2013 bis Dezember 2016 war er stellvertretender Minister für Sozialschutz, Stellvertreter von Algimanta Pabedinskienė im Kabinett Butkevičius.